# Grécia nos Jogos Olímpicos de Verão de 1920
A Grécia participou dos Jogos Olímpicos de Verão de 1920 na cidade de Antuérpia, na Bélgica.

## Medalhistas

### Prata
- Alexandros Theofilakis, Ioannis Theofilakis, Georgios Moraitinis, Georgios Vaphiadis e Iason Zappas - Pistola militar 30 m por equipe masculino.